# Holcim

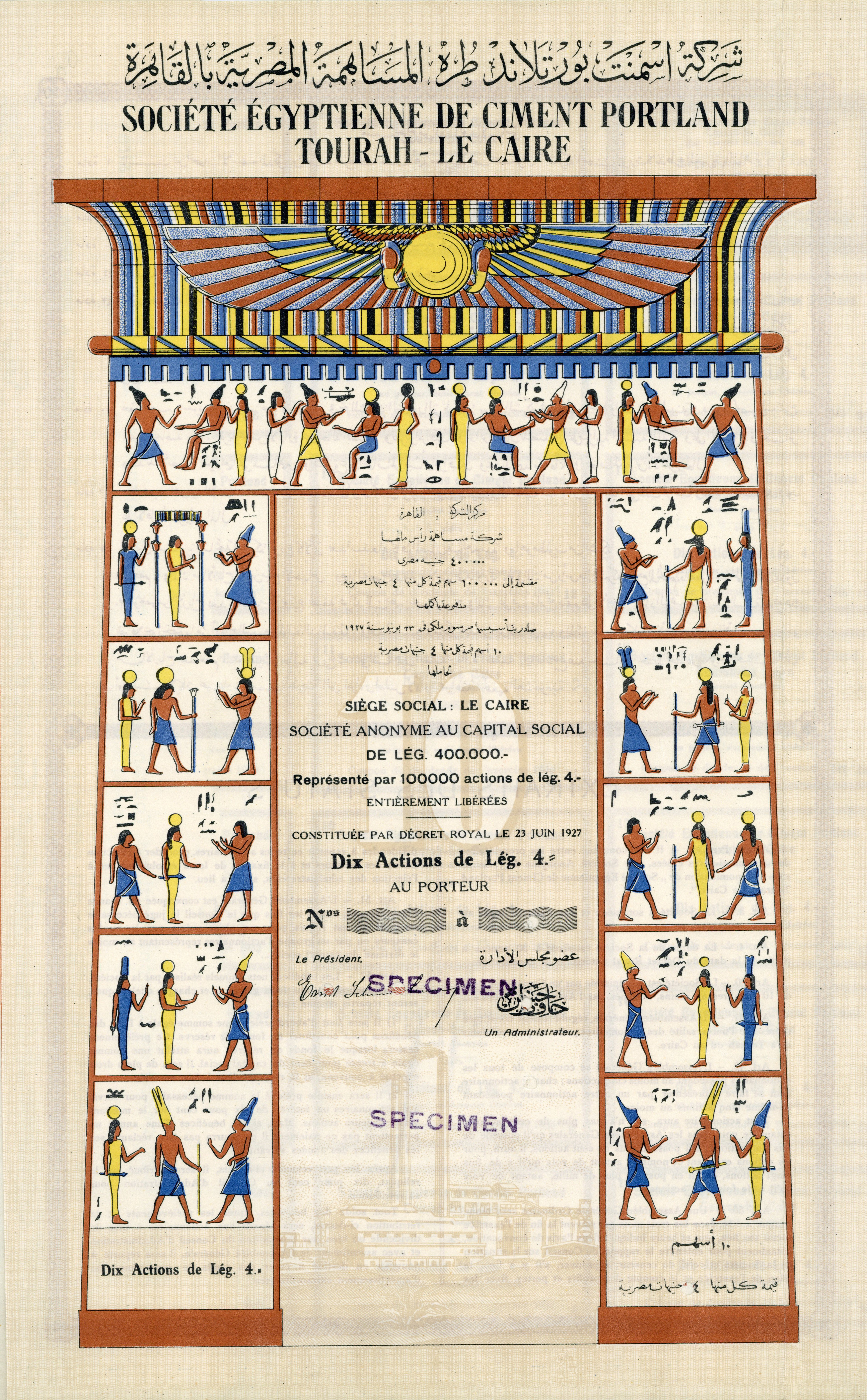
Wzór akcji Société Egyptienne Ciment Portland Tourah-Le Caire z 1927 r. z podpisem Ernsta Schmidheiny’ego jako prezesa. Założona przez niego cementownia stała się wzorcową egipską firmą.

Holcim – szwajcarskie przedsiębiorstwo zajmujące się produkcją materiałów budowlanych, od 2015 roku wchodzi w skład koncernu LafargeHolcim.
Przedsiębiorstwo Holcim zostało założone przez Adolfa Gygi w 1912 roku jako „Aargauische Portlandcementfabrik Holderbank-Wildegg”. Pierwotna siedziba przedsiębiorstwa znalazła się w szwajcarskim Holderbank (około 40 km od Zurychu). W roku 1914 przedsiębiorstwo połączyło się z „Rheintalische Cementfabrik Rüthi”, której właścicielem był Ernst Schmidheiny. Po połączeniu przedsiębiorstw, Schmidheiny przejął obowiązki kierownicze i rozpoczął rozwój przedsiębiorstwa, które przyjęło nazwę Holderbank.
W latach 1922–1931 przedsiębiorstwo rozpoczęło działalność i inwestycje na rynkach zagranicznych w Europie (Francja, Belgia, Holandia, Niemcy), a także w Egipcie, Libanie i Republice Południowej Afryki. Po śmierci Ernsta Schmidheiny’ego obowiązki kierownicze przejęło jego dwóch synów: Ernst Junior oraz Max, którzy podzielili przedsiębiorstwo na dwie dywizje. Ernst przejął nadzór nad produkcją materiałów budowlanych, podczas gdy Max nadzorował inne linie.
Po II wojnie światowej, kierownictwo przejął Hans Gygi, syn Adolfa Gygi. Do jego największych sukcesów należały m.in. rozwój przedsiębiorstwa podczas szwajcarskiego boomu mieszkaniowego z 1950 roku oraz ekspansja Holderbank do Kanady, a następnie w Ameryce Północnej i Południowej. W roku 1958 przedsiębiorstwo weszło na giełdę w celu pozyskania dodatkowego kapitału. W latach sześćdziesiątych i siedemdziesiątych przedsiębiorstwo dalej umacniało swoją pozycję na rynkach zagranicznych, łącząc się także ze Schweizerische Cement-Industrie-Gesellschaft. Dzięki fuzji, Holderbank stał się jednym z największych przedsiębiorstw przemysłowych na świecie.
W roku 1974 przedsiębiorstwo rozpoczęło inwestycje na Filipinach. W latach 90., wśród innych nowych rynków znalazły się również kraje Europy Wschodniej, Chin, Indii i Azji Południowo-Wschodniej, później również Australii. W 2001 roku, w głosowaniu na walnym dorocznym zgromadzeniu udziałowców, nazwa spółki została zmieniona na Holcim.
W roku 2014 kierownictwo podjęło decyzję o połączeniu z firmą Lafarge.